# Лопес Аранго, Эмилио
Эмили́о Ло́пес Ара́нго (исп. Emilio López Arango; 1894—1929) — аргентинский анархо-синдикалист испанского происхождения. Организатор рабочего движения в Аргентине, ФОРА в частности.

## Биография
Приехав в Аргентину в 1910 году, начал работать в профсоюзе пекарей, становясь редактором его печатного органа «Рабочий пекарь». В 1912 году, прогуливаясь по улицам Буэнос-Айреса в поисках работы и хлеба, Эмилио Лопес Аранго наткнулся на книжный магазин, где увидел книгу под названием «Хлеб и воля». Заинтригованный, на последний сентаво он купил книгу, оставшись в тот день голодным. В этот же день Аранго впервые узнал о Кропоткине и стал анархистом. Эмилио Лопес Аранго не мог позволить себе обучение в школе, и поэтому активно занимался самообразованием. После очередной забастовки Аранго был осужден на полтора года тюрьмы, которая стала ему настоящей школой, так как теперь наконец-то появилось время для обильного чтения и письма.
После освобождения в 1916 году наступил самый плодовитый этап газеты «Рабочий пекарь» под руководством Эмилио Лопеса Аранго и Диего Абада де Сантильяна. Росла известность авторов. Они распространяли брошюры и книгу «Анархизм в рабочем движении», написанную в сотрудничестве.
25 октября 1929 Аранго остался дома, вечером он готовил ужин для троих маленьких детей. Неизвестный постучал в дверь и застрелил его.

## Сочинения
- Синдикализм и анархизм Архивная копия от 23 июня 2011 на Wayback Machine (1925)
- Позиция в отношении синдикализма и анархизма Архивная копия от 23 июня 2011 на Wayback Machine (Совместно с Д. Абадом де Сантильяном, 1925)
- Доктрина и тактика Архивная копия от 23 сентября 2016 на Wayback Machine (1927)